# Muchachos (Ledesma)
Muchachos es una entidad de población española del municipio de Ledesma, perteneciente a la provincia de Salamanca, en la comunidad autónoma de Castilla y León.

## Historia
Hacia mediados del siglo XIX, el lugar, por entonces referido como una alquería perteneciente a Villamayor, tenía contabilizada una población de cuatro habitantes. Aparece descrito en el undécimo volumen del Diccionario geográfico-estadístico-histórico de España y sus posesiones de Ultramar de Pascual Madoz con las siguientes palabras:

MUCHACHOS: alq. en la prov. de Salamanca, part. jud. de Ledesma, térm. jurisd. de Villamayor. pobl.: 2 vec., 4 almas.
(Madoz, 1848, p. 669)

En la actualidad, pertenece al municipio de Ledesma. En 2022, tenía empadronado un único habitante.